# Himantolophus mauli
Himantolophus mauli – gatunek ryby głębinowej z rodziny maszkarowatych i rzędu żabnicokształtnych. Występuje we wschodnim Atlantyku.